# Bzury (województwo podlaskie)
Bzury – wieś w Polsce położona w województwie podlaskim, w powiecie grajewskim, w gminie Szczuczyn.
Prywatna wieś szlachecka położona była w drugiej połowie XVI wieku w powiecie wąsoskim ziemi wiskiej województwa mazowieckiego. W latach 1975–1998 miejscowość administracyjnie należała do województwa łomżyńskiego.
Wierni kościoła rzymskokatolickiego należą do parafii Imienia Najświętszej Maryi Panny w Szczuczynie.

## Mord w Bzurach
W sierpniu 1941 w lesie w okolicach wsi Bzury grupa polskich mężczyzn (m.in. Dominik Gaszewski, Kazimierz Danowski i Jan Marczkowski) zamordowała dwadzieścia młodych żydowskich kobiet, w wieku od 15 do 30 lat, pochodzących z getta w Szczuczynie. Były one zatrudnione przy pracach polowych w majątku w Bzurach. Sprawcy przywieźli je do pobliskiego lasu, gdzie je zabili w brutalny sposób. Wcześniej zabrali im odzież i obuwie oraz zgwałcili niektóre z nich. Potem zakopali ciała.
W 2017 w miejscu zbrodni odsłonięto niewielki pomnik.